# آلخاندریا
آلخاندریا (به اسپانیایی: Alejandría) یک سکونتگاه مسکونی در کلمبیا است که در Andean Region of Colombia واقع شده‌است.